# Скоков, Владимир Борисович
Владимир Борисович Скоков (11 июня 1972, Каменск-Шахтинский, Ростовская область, СССР) — советский и российский футболист, левый полузащитник; тренер.

## Карьера

### Клубная
Воспитанник Каменск-Шахтинской ДЮСШ. Первый клуб — калужская «Заря» из второй лиги СССР (1990—1991). В 1992—1993 годах выступал за «Ростсельмаш», провёл 6 матчей в высшей лиге за главную команду и 29 (2 гола) — за дубль во второй лиге. В 1993—1996 сыграл 129 матчей, забил 26 мячей за «Торпедо» Таганрог (первая и вторая лига). Два следующих сезона отыграл в высшем дивизионе за московское «Динамо» — 52 игры, 5 голов. В 1999 году перешёл в саратовский «Сокол» из первого дивизиона — 41 игра, 6 голов. В 2000—2003 годах играл в «Шиннике» Ярославль, провёл 62 игры, забил 8 мячей в первом дивизионе и 44 игры и 3 мяча — в Премьер-лиге. В 2004 году вместе с грозненским «Тереком» выиграл первенство первого дивизиона (32 игры, 1 мяч) и Кубок России. Следующий год провёл в воронежском «Факеле» (первый дивизион, 39 игр, 2 гола). В 2006 году в составе «Диттона» Даугавпилс занял 5 место в чемпионате Латвии. На следующий сезон вернулся в «Шинник» — 34 игры, 1 гол в первом дивизионе, карьеру закончил в 2008 году в «Металлурге» Липецк — 29 игр, 8 голов во втором дивизионе.
В еврокубках (Кубок УЕФА, включая квалификацию, и Кубок Интертото) за «Динамо» и «Терек» сыграл в 9 матчах. Также за «Шинник» в провёл 6 матчей в Кубке РФПЛ и 2 матча в турнире дублёров.

### Тренерская
В 2009—2010 годах работал тренером молодёжного состава клуба «Сатурн» Московская область. С 2010 года работает помощником старшего тренера юношеской сборной России. В 2013 году вместе с юношеской сборной России (до 17 лет) стал победителем чемпионата Европы U-17.
Через 2 года с этой же командой выиграл серебряные медали ЧЕ-2015 (до 19 лет). В августе 2015 года вступил на должность тренера молодёжной сборной. Контракт был рассчитан до конца отборочного цикла чемпионата Европы 2017 года, однако после неудачного старта сборной — три поражения в четырёх матчах, в том числе от сборных Финляндии 0:2 и Азербайджана 0:3, 25 ноября тренерский штаб был освобожден от занимаемых должностей по соглашению сторон.
В апреле 2016 года стал тренером ФК «Рига». По состоянию на 2018 год работал в школе «Чертаново», возглавлял юношескую сборную Москвы 2004 г.р.. Главный тренер команды «Чертаново» в сезоне 2020/21 ЮФЛ-1.

## Достижения
- Бронзовый призёр чемпионата России: 1997 («Динамо» Москва)
- Обладатель Кубка России: 2003/04 («Терек»)
- Финалист Кубка России: 1996/97 («Динамо» Москва)
- Победитель первого дивизиона: 2001 («Шинник»)
- Победитель зонального турнира второго дивизиона: 2008 («Металлург» Липецк)